# Merten de Keyser
Merten de Keyser, geboren als Martin Lempereur (? - Antwerpen, 1536), was een uit Frankrijk afkomstig drukker en uitgever, die vooral in Antwerpen werkte.  Hij was de eerste die een volledige Franse druk van de Bijbel maakte en ook de eerste complete Engelse vertaling.  Hij gaf ook werk van Engelse protestantse schrijvers uit.
Hij week in 1525 uit van Parijs naar Antwerpen nadat zijn werk in Frankrijk verboden werd. In Antwerpen paste hij zijn naam aan al naargelang de taal waarin hij iets uitgaf; in het Latijn noemde hij zich Martinus Caesar, in het Nederlands Merten de Keyser en in het Engels Martyne Emperowr. Na zijn dood zette zijn weduwe zijn werk verder.

## Publicaties
De Keyser gaf veel werk uit van de Franse humanist Jacques Lefèvre d'Étaples: Psalter (1525), diens Franse Oude Testament (1528), diens Franse Nieuwe Testament (1529, 1531, 1532, 1535) en nog een volledige Franse Bijbelvertaling (1530 en 1534).. De Keyser publiceerde ook de tweede editie van Lefèvres Psalter, de Quincuplex Psalterium met psalmen in vijf verschillende Latijnse versies.
In het Nederlands drukte hij het Nieuwe Testament in 1525 (Dat nieuwe testament ons heeren Jesu Christi met alder neersticheyt oversien, ende verduytst in 1525), psalmboeken, en ander religieus werk. Zijn wapenschild is opgenomen in de tweede complete Nederlandstalige Bijbel van zijn collega Willem Vorsterman in 1528 in Antwerpen; dit wijst op een vorm van samenwerking tussen twee drukkers in dezelfde straat.
Voor de Engelse markt drukte Merten de Keyser in 1528 William Tyndales The obedience of a Christen man, en in 1530 diens The practyse of Prelates alsmede diens vertaling van de Pentateuch. In 1531 gaf hij Tyndales Exposition of the fyrste Epistle of seynt Ihon uit, George Joyes vertaling van Isaiah, en Tyndales vertaling van Jonah. Thomas Abells Invicta Veritas met kritiek op de echtscheiding van  Hendrik VIII van Engeland verscheen bij De Keyser in 1532. In 1533 werd John Friths postume antwoord op Thomas More uitgegeven. In 1534 verscheen de tweede herziene druk van Tyndales Bijbel, Joyes nieuwe uitgave van de Davids Psalmen gebaseerd op de Latijnse versie van Zwingli, en Joyes vertaling van Jeremiah. Dit waren de eerste Engelse versies ooit. Volgens een onderzoek van Guido Latré in 1997, was het ook Merten de Keyser die de allereerste complete Engelse Bijbel drukte, de Coverdale Bible.
In het Latijn drukte De Keyser onder andere Robert Estiennes bijbel (1534) en herdrukken van Erasmus' vertaling van het Nieuw Testament.
In 2012 verwierf de Bibliotheek Rotterdam een tot dan toe onbekende uitgave van het werk Colloquia van Erasmus, in 1535 gedrukt door De Keyser in Antwerpen.
Ook in Leuven heeft De Keyser ten minste één boek uitgegeven in 1532.